# К. да Понтичело (Палермо)
К. да Понтичело је насеље у Италији у округу Палермо, региону Сицилија.
Према процени из 2011. у насељу је живело 805 становника. Насеље се налази на надморској висини од 74 м.